# Коленда Ніна Іванівна
Ніна Іванівна Коленда (Календа) (нар. 1945, село Новий Опалин, тепер село Підлісся Любомльського району Волинської області) — українська радянська діячка, новатор сільськогосподарського виробництва, свинарка колгоспу «Світанок» Любомльського району Волинської області. Депутат Верховної Ради УРСР 7-го скликання.

## Біографія
Народилася в селянській родині. Закінчила сільську восьмирічну школу. Член ВЛКСМ.
З 1962 року — свинарка колгоспу «Світанок» (центральна садиба у селі Гуща) Любомльського району Волинської області. Вирощувала племінні породи свиней.

## Нагороди
- орден Трудового Червоного Прапора (1966)
- медалі